# Nicholas Grimshaw
Nicholas Grimshaw (Hove, 9 oktober, 1939) is een Engelse architect, vooral bekend om een aantal modernistische gebouwen.
Zijn opleiding begon hij aan het Wellington College. Tussen 1959 en 1962 studeerde hij aan het Edinburgh College of Art. Waarna hij toelating tot de Architectural Association School of Architecture in Londen won, werd hij uitgezonden naar onder andere Zweden in 1963 en de Verenigde Staten in 1964. Hij studeerde af in 1965. Hij ging een partnerschap aan met Terry Farrel, ook architect. In 1967 werd hij lid van het Royal Institute of British Architects.
Hij werkte vijftien jaar samen met Farrel, waarna hij in 1980 zijn eigen bedrijf oprichtte: Nicholas Grimshaw & Partners. In 1989 won hij een RIBA National Award voor zijn ontwerp voor de drukkerij van de Financial Times in Oost-Londen. Hij ontwierp het Britse paviljoen voor de Wereldtentoonstelling van 1992 in Sevilla, waarna hij in 1993 werd onderscheiden met de benoeming tot Commandeur in de Orde van het Britse Rijk. In 2002 werd hij ook geridderd voor bewezen diensten voor de architectuur en mag zich sindsdien Sir noemen.
Zijn architectenbureau groeit nog steeds; het heeft kantoren in Londen, New York en Melbourne. In Nederland was Grimshaw verantwoordelijk voor het ontwerp voor de Enneüs Heermabrug tussen het Zeeburgereiland en IJburg en, in samenwerking met het ingenieursbureau Arcadis, het ontwerp voor het nieuwe spoorweg- en metrostation Bijlmer ArenA, beiden in Amsterdam. In 2019 werd de Royal Gold Medal for architecture aan hem toegekend.

## Galerij

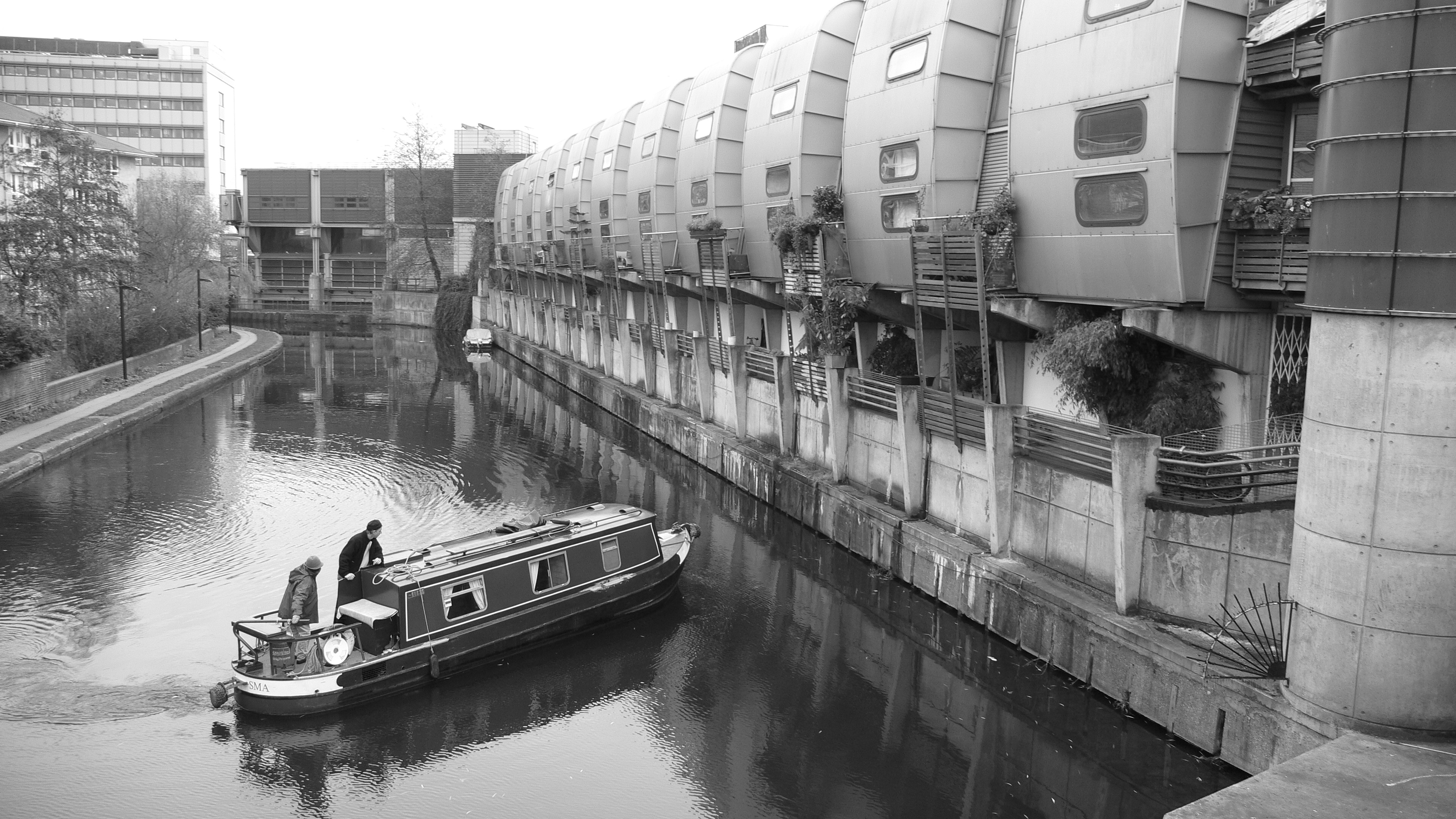
Woningen aan het Regents Canal in Londen
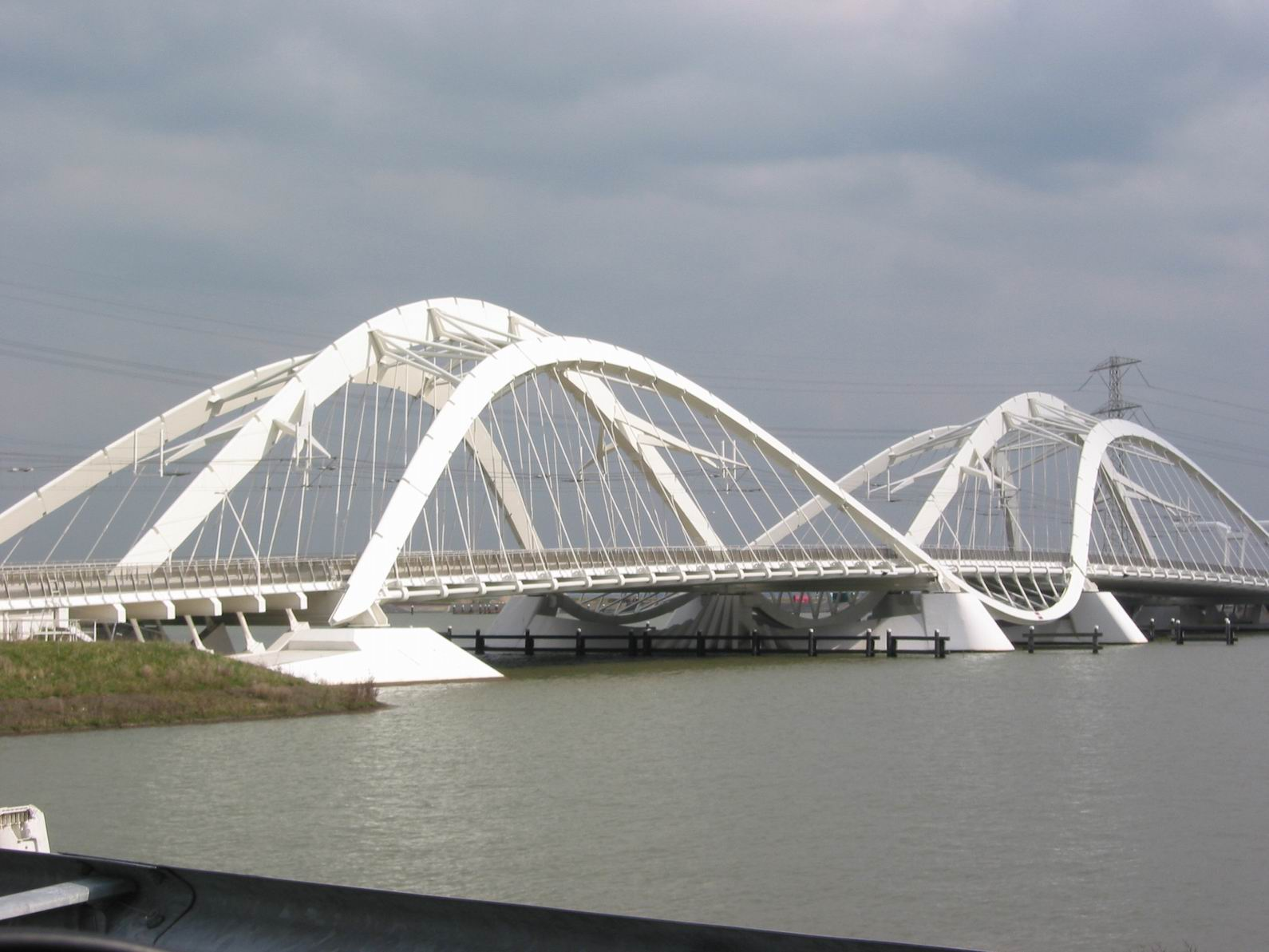
De Enneüs Heermabrug in Amsterdam
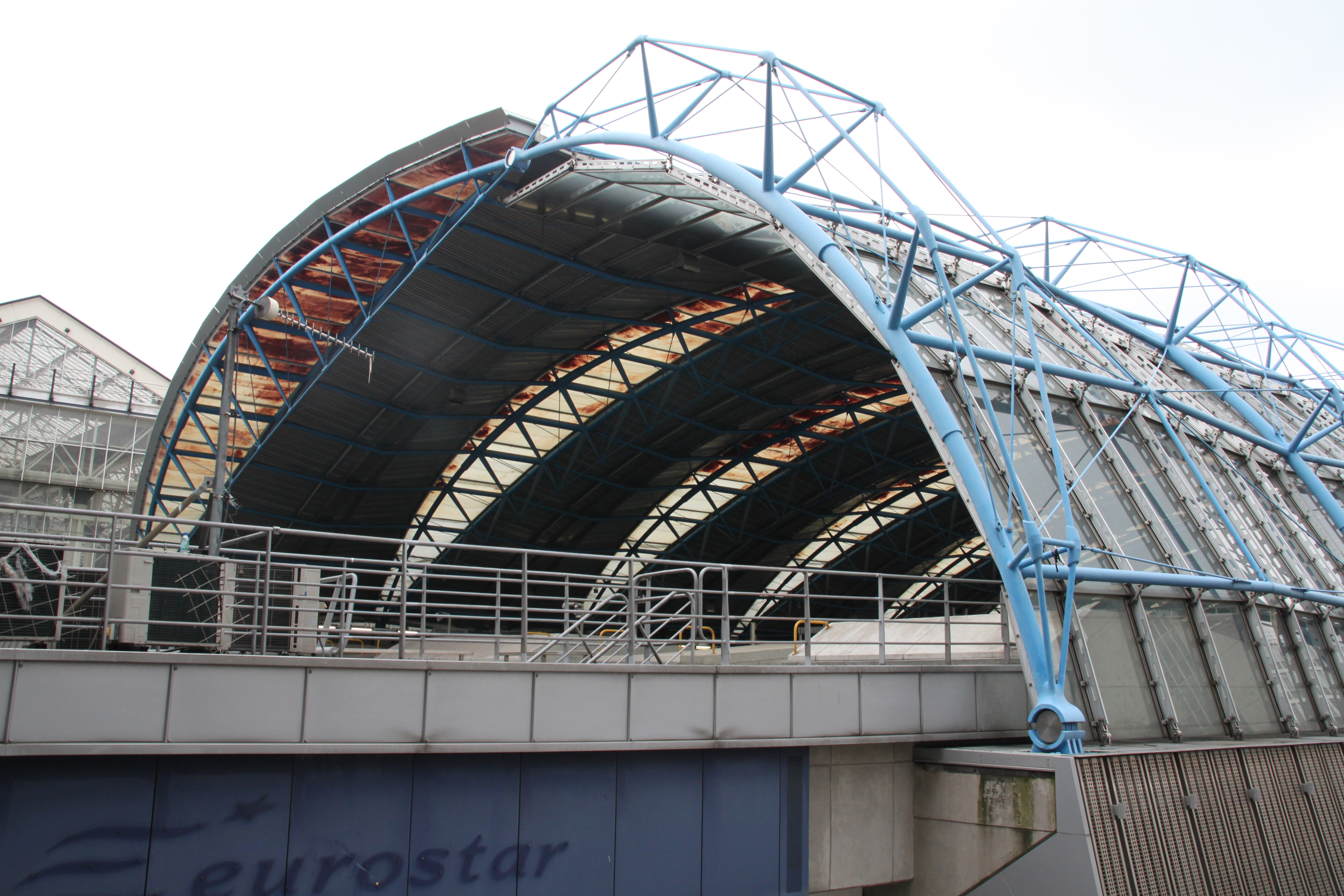
Waterloo Station in Londen